# Kieran Long
Kieran William John Long, född 19 augusti 1977, är en brittisk journalist, kurator och museidirektör.
Han är chef för samtidskonstmuseet Amos Rex i Helsingfors. Tidigare var han överintendent för Sveriges nationella centrum för arkitektur och design ArkDes (2017-2024), och ledde avdelningen för design, arkitektur och digitalisering vid Victoria and Albert Museum (V&A) i London (2012–2017). Long har arbetat som journalist och kritiker, främst inom arkitektur och design, bland annat som chefredaktör för Architects’ Journal och Architectural Review samt som arkitekturkritiker för London Evening Standard. Han har även medverkat i BBC:s tv-program, såsom Restoration Home och The House That £100K Built. Förutom sitt kuratoriska och mediala arbete har han undervisat vid bland annat Royal College of Art och London Metropolitan University. Hans bok Sigurd Lewerentz, Architect of Death and Life (2021) behandlar den inflytelserika svenska arkitekten Sigurd Lewerentz liv och karriär.

## Tidigt liv och utbildning
Long föddes den 19 augusti 1977. Han studerade engelsk litteratur vid Cardiff University, där han avlade en Bachelor of Arts-examen 1998. Han talar engelska och svenska.

## Karriär

### Journalistik och publicering
Long inledde sin karriär på Building Design Magazine där han arbetade 1998–2001. Därefter var han verksam vid World Architecture Magazine (2001–2003) och som biträdande chefredaktör för Icon Magazine (2003–2007). Åren 2007–2010 var han chefredaktör för både Architects’ Journal och Architectural Review, och 2010–2013 arkitekturkritiker för London Evening Standard.

### TV och media
Long har varit programledare för BBC:s tv-program Restoration Home (2009–2017) och The House That £100K Built (2009–2017), som båda fokuserar på arkitektur och husrenoveringar.

### Museiledarskap och kuratoriskt arbete
Long har undervisat vid flera lärosäten. Åren 2011–2012 var han handledare i designprodukter vid Royal College of Art. Dessförinnan var han handledare och chef för offentliga program vid London Metropolitan University 2001–2011. Han har även undervisat vid Kingston University, University of Greenwich och École polytechnique fédérale de Lausanne (EPFL).
År 2023 var Long Sveriges kommissarie för den nordiska paviljongen vid Arkitekturbiennalen i Venedig tillsammans med representanter från Norge och Finland. Han var biträdande direktör för Arkitekturbiennalen i Venedig från december 2011 till september 2012, under konstnärlig ledning av David Chipperfield. Long ledde kuratorsteamet som producerade 73 utställningar och installationer samt fyra publikationer till världens största arkitekturutställning.
Från september 2012 till april 2017 ledde Long avdelningen för design, arkitektur och digitalisering vid Victoria and Albert Museum (V&A) i London.
Mellan april 2017 och februari 2024 var Long chef för Sveriges nationella centrum för arkitektur och design ArkDes i Stockholm, som är ett statligt museum och forskningsinstitut med fokus på design, byggd miljö och arkitekturens roll i samhället.
År 2024 utsågs Kieran Long till museidirektör för Amos Rex i Helsingfors.

### Förtroendeuppdrag
Long är sedan 2022 styrelseledamot och extern direktör vid designmuseet V&A Dundee i Skottland. Han är också medlem i förhandlingsdelegationen för det nya arkitektur- och designmuseet i Helsingfors. Tidigare har han varit medlem i styrgruppen för Middlesbrough Institute of Modern Art.

### Undervisning
Long har undervisat vid Royal College of Art i London, Kingston University, University of Greenwich, London Metropolitan University och EPFL i Genève. Han har även föreläst vid universitet runt om i världen, inklusive Yale University, Columbia University, Canadian Centre for Architecture (CCA) i Montréal, Freie Universität Berlin, Kungliga Tekniska högskolan (KTH) i Sverige, Chalmers tekniska högskola, Helsingfors universitet och Aalto-universitetet.
Han har också hållit offentliga föredrag vid stora kulturella evenemang och institutioner, såsom Chicago Architecture Biennial, Paris Photo, M+ i Hongkong och Museum Summit 2023 i Hongkong. Bland hans senaste föreläsningar märks presentationer om Sigurd Lewerentz arbete vid Yale, Columbia och CCA.

### Publikationer
Long har skrivit omfattande om arkitektur och design. Hans bok Sigurd Lewerentz, Architect of Death and Life (2021) behandlar den svenska arkitekten Sigurd Lewerentz karriär och arv.
Han var chefredaktör för Architects’ Journal och Architectural Review från september 2007 till december 2010. Han var biträdande chefredaktör för Icon Magazine 2008–2023. Som arkitekturkritiker för London Evening Standard verkade han från januari 2010 till juni 2013.

#### Andra publikationer av Long inkluderar
New London Interiors (2004)
Hatch: The New Architectural Generation (2008)
Is This What You Mean By Localism? (2012)
95 Theses for Museum Curation (Dezeen, 2012)
Common Ground: A Critical Reader (2012, tillsammans med David Chipperfield och Shumi Bose)
There is Simply Too Much To Think About: Searching for Something Like a Culture in Ryan Gander’s Fieldwork (2015)
The Future Starts Here (V&A Publishing, 2018)

### Utvalda kuraterade utställningar
All of this Belongs to You, Victoria and Albert Museum, 2015
The Future Starts Here, Victoria and Albert Museum, 2018
Public Luxury, ArkDes, 2018
Sigurd Lewerentz, Architect of Death and Life, ArkDes, 2021–2022

### Priser och utmärkelser
Long utsågs till årets arkitekturkritiker av International Building Press (IBP) år 2004. År 2021 utsågs han till Bloomberg New Economy Catalyst.

## Privatliv
Kieran Long är gift med Sofia Lagerkvist, som är designer och en av grundarna av den svenska designstudion Front. Paret har en son.